# Nosopsyllus pumilionis
Nosopsyllus pumilionis är en loppart som beskrevs av Smit 1960. Nosopsyllus pumilionis ingår i släktet Nosopsyllus och familjen fågelloppor. Inga underarter finns listade i Catalogue of Life.